# Dendrochilum cupulatum
Dendrochilum cupulatum är en orkidéart som beskrevs av Jeffrey James Wood. Dendrochilum cupulatum ingår i släktet Dendrochilum och familjen orkidéer. Inga underarter finns listade i Catalogue of Life.